# Elecciones presidenciales de Ecuador de 1940
Las elecciones presidenciales de Ecuador de 1940 fue el proceso electoral el cual tuvo por objetivo la elección de un nuevo Presidente Constitucional de la República del Ecuador.

## Antecedentes
Fueron convocadas las elecciones por parte de Andrés F. Córdova, encargado del poder ejecutivo.
Se realizaron entre el 10 y 11 de enero de 1940, bajo la Constitución de 1906.

## Desarrollo
Participaron en las elecciones presidenciales de 1940: Carlos Arroyo del Río, candidato del partido oficialista liberal, José María Velasco Ibarra, independiente apoyado por el Partido Socialista Ecuatoriano, el Partido Comunista del Ecuador y conservadores disidentes, y Jacinto Jijón y Caamaño por el Partido Conservador Ecuatoriano. 
Triunfó Carlos Arroyo del Río con 43 642 votos; Velasco Ibarra obtuvo 22 061; Jacinto Jijón y Caamaño obtuvo 16 376; y 21 votos fueron para el resto de candidatos.
Carlos Arroyo del Río asumió el cargo de Presidente Constitucional de la República del Ecuador el 1 de septiembre de 1940.

## Candidatos y resultados
| Partido | Partido                                                                    | Candidato                     | Cargos importantes                                | Votos  | %      |
| ------- | -------------------------------------------------------------------------- | ----------------------------- | ------------------------------------------------- | ------ | ------ |
|         | Partido Liberal Radical Ecuatoriano                                        | Carlos Alberto Arroyo del Río | Encargado del Poder Ejecutivo (1939)              | 43 642 | 53.2 % |
|         | Independiente Partido Socialista Ecuatoriano Partido Comunista del Ecuador | José María Velasco Ibarra     | Presidente de la República (1934-1935)            | 22 061 | 26.9 % |
|         | Partido Conservador Ecuatoriano                                            | Jacinto Jijón y Caamaño       | Senador por la Industria de Pichincha (1929-1932) | 16 376 | 19.9 % |
| Otros   | Otros                                                                      | Otros                         | Otros                                             | 21     | 0.0%   |

Fuente: